# Rowoon
Rowoon (kor. 로운, ur. 7 sierpnia 1996 w Seulu), właśc. Kim Seok-woo – południowokoreański aktor i piosenkarz, były członek zespołu SF9. Najbardziej znany z ról w serialach „Extraordinary You” oraz „Jesteś moim przeznaczeniem”.   

## Kariera

### 2013-2014: Przed debiutem
Rowoon został przedstawiony jako stażysta w reality show Cheongdam-dong 111 stworzonym przez jego wytwórnię, FNC Entertainment.

### 2015-2016: Debiut w SF9
W 2015 roku, był częścią przed-debiutowej grupy "NEOZ School" prowadzonej przez FNC Entertainment. W maju 2016 roku, jako członek podgrupy "NEOZ Dance" uczestniczył w survival show o tytule d.o.b (Dance or Band), konkurując przeciwko innej podgrupie "NEOZ Band" (później znanej jako Honeyst). Grupa Rowoona "NEOZ Dance" wygrała i otrzymała możliwość debiutu. Zespół zadebiutował w październiku 2016 roku jako SF9. Ich pierwszą piosenką był singiel „Fanfare”.

### Od 2017: Aktywność solowa, rosnąca popularność
Rowoon zaczął swoją karierę aktorską od niewielkiej roli w serialu KBS2 pt. School 2017.
W 2018 roku dostał angaż w serialu About Time wyprodukowanej na zlecenie TvN, jako brat głównej bohaterki. Tego samego roku zagrał również w Yeougaksibyeol. Za rolę w tym serialu był nominowany do nagrody Najlepszy Nowy Aktor.
10 maja 2019 roku Rowoon zagrał w teledysku „Awesome Breeze (밤바람)” piosenkarki NC.A.
2 października 2019 miał swoją premierę serial Eojjeoda balgyeonhan haru, w którym Rowoon wcielił się w rolę Haru, głównego bohatera.

## Filmografia

### Seriale telewizyjne
| Rok  | Tytuł                      | Rola               | Stacja telewizyjna |
| ---- | -------------------------- | ------------------ | ------------------ |
| 2016 | Click Your Heart           | Rowoon             | MBC Every 1        |
| 2017 | School 2017                | Kang Hyun-il/Issue | KBS2               |
| 2018 | About Time                 | Choi Wee-jin       | tvN                |
| 2018 | Where Stars Land           | Ko Eun-sub         | SBS                |
| 2019 | Extraordinary You          | Ha-ru              | MBC                |
| 2020 | Find Me in Your Memory     | Joo Yeo-min        | MBC                |
| 2021 | She Would Never Know       | Chae Hyun-seung    | JTBC               |
| 2021 | Porcelanowy król           | Jung Ji Woon       | KBS2               |
| 2022 | Jutro                      | Choi Joon-woong    | MBC TV             |
| 2023 | Jesteś moim przeznaczeniem | Jang Shin-yu       | JTBC               |
| 2023 | The Matchmakers            | Shim Jang-woo      | KBS2               |

### Programy rozrywkowe
| Rok  | Tytuł               | Stacja telewizyjna | Uwagi           |
| ---- | ------------------- | ------------------ | --------------- |
| 2016 | Lipstick Prince     | OnStyle            |                 |
| 2018 | Cafe Amor           | tvN                |                 |
| 2018 | King of Mask Singer | MBC TV             | odc. 162 (sowa) |
| 2018 | Hello Counselor     | KBS2               | odc.374         |
| 2019 | DoReMi Market       | tvN                | odc. 47         |
| 2019 | Hello Counselor     | KBS2               | odc. 401        |
| 2020 | Knowing Bros        | JTBC               | odc. 212        |

## Nagrody i nominacje
| Rok  | Gala                         | Kategoria                                              | Nominowany                | Wynik     |
| ---- | ---------------------------- | ------------------------------------------------------ | ------------------------- | --------- |
| 2018 | SBS Drama Awards             | Najlepszy Nowy Aktor                                   | Yeougaksibyeol            | Nominacja |
| 2019 | 32. Grimae Awards            | Najlepszy Nowy Aktor                                   | Eojjeoda balgyeonhan haru | Wygrana   |
| 2019 | 18. Korea First Brand Awards | Male Idol-Actor Award                                  | N/A                       | Wygrana   |
| 2019 | MBC Drama Awards             | Najlepsza para(razem z Kim Hye-yoon i Lee Jae-wookiem) | Extraordinary You         | Nominacja |
| 2019 | MBC Drama Awards             | Najlepszy Nowy Aktor                                   | Extraordinary You         | Wygrana   |